# Van Collen

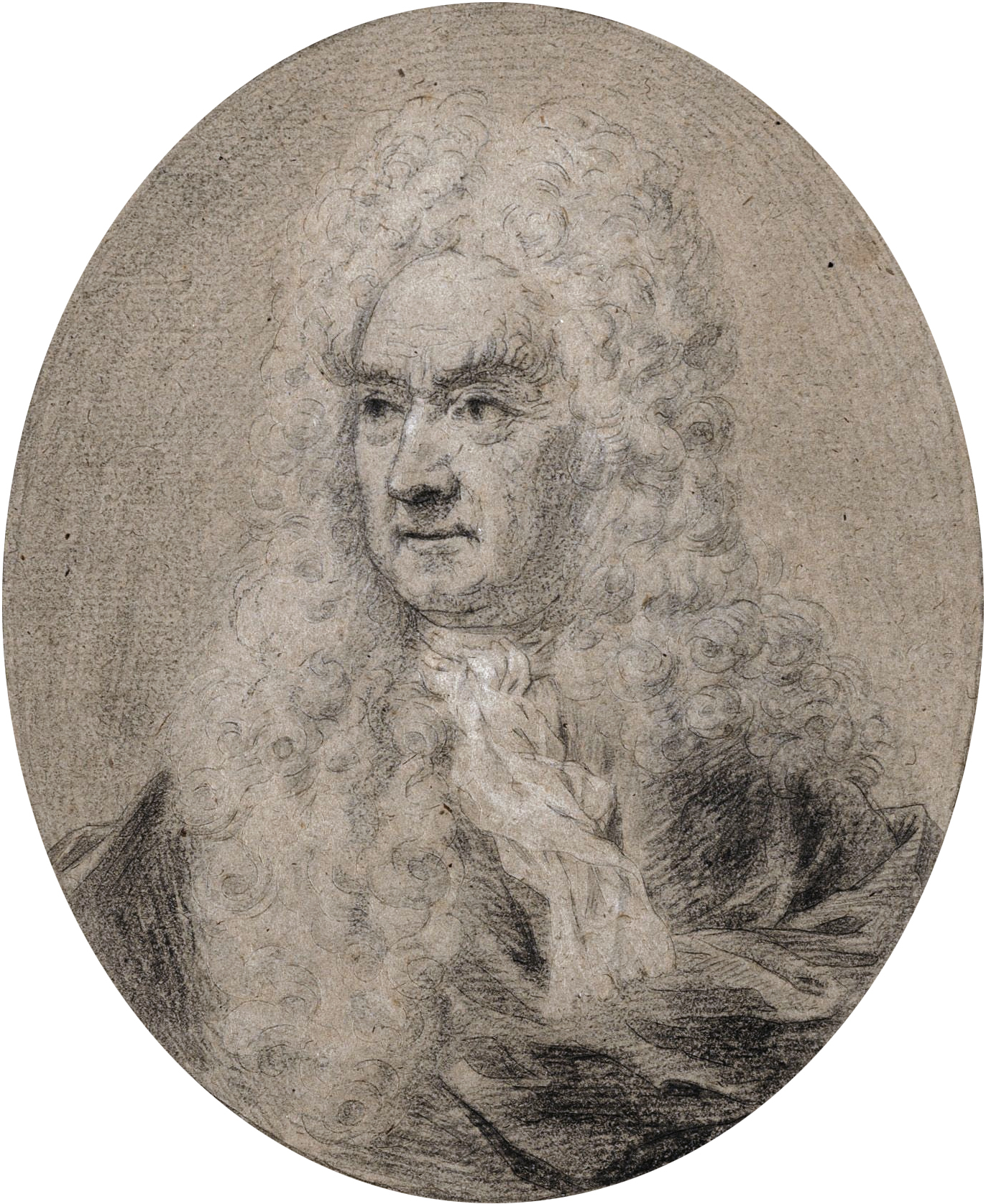
Ferdinand van Collen (1651-1735), portret door Jan Wandelaar (1727)

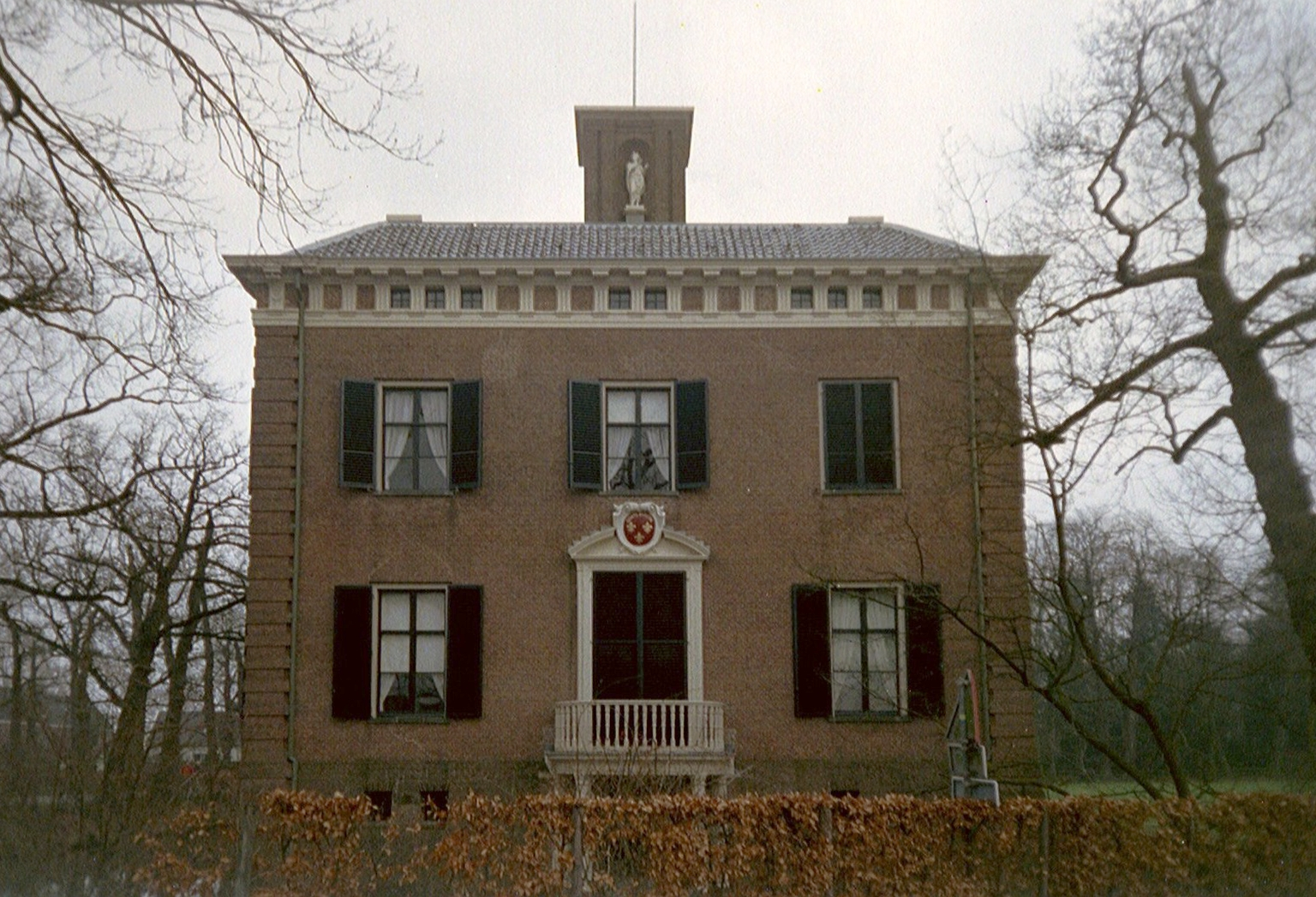
Gunterstein in 2004

Van Collen (ook: Van Colen en: Van Colen van Bouchout) is een geslacht waarvan leden sinds 1815 en 1816 tot de Nederlandse adel respectievelijk tot de Belgische adel behoren en waarvan de Belgische tak in 1839 en de Nederlandse adellijke takken in 1853 uitstierven.

## Geschiedenis
De stamreeks begint met Servatius van Collen die in 1536 te Aken wordt vermeld.

### Oude adelsbesluiten
Op 26 maart 1630 werd een lid van het geslacht, Jan van Colen, in de adelstand verheven door keizer Ferdinand II. Op 14 oktober 1716 werd een ander lid verheven tot ridder des H.R.Rijks door keizer Karel VI.

### Belgische tak
In 1613 vestigde een nazaat van de stamvader, Barthélémy († 1615), zich te Antwerpen. Door het huwelijk in 1693 van Servais van Colen (1672-1705) met Marie Catherine Courtois, vrouwe van Boechout (1672-1730) kwam de heerlijkheid en het kasteel van Boechout in de familie van Colen. Een afstammeling, Lodewijk, later Louis-Paul van Colen de Bouchout, heer van Boechout (1766-1820) werd op 26 april 1816 benoemd in de ridderschap van Antwerpen en verkreeg zo met zijn afstammelingen het predicaat van jonkheer/jonkvrouw; met een dochter stierf deze tak in 1839 uit. De heerlijkheid en het kasteel van Boechout gingen daarna over naar het Belgische adellijke geslacht Plantin-Moretus (van Boechout), nazaten van de bekende drukkers Christoffel Plantijn (ca. 1520-1589) en Jan Moretus (1543-1610), dat het nog steeds bezit.

### Nederlandse tak

Geslachtswapen Nederlandse tak (1815)

Een kleinzoon van stamvader Servatius van Collen, ook een Servatius van Collen († 1610), werd door keizer Rudolf II verbannen wegens het belijden van de protestantse godsdienst, en vestigde zich daarop in Amsterdam; hij werd de stamvader van de Nederlandse takken. Door het huwelijk in 1680 van mr. Ferdinand van Collen (1651-1735) met Maria de Bordes, vrouwe van Gunterstein en Tienhoven (1649-1719) kwam het goed Gunterstein in de familie Van Collen. Bij KB van 21 augustus 1815 werd hun nazaat Ferdinand van Collen (1781-1835) ingelijfd in de Nederlandse adel. Via zijn dochter jkvr. Johanna Maria Elisabeth van Collen, vrouwe van Gunterstein en Tienhoven (1820-1853) kwam Gunterstein in de familie van haar man, Daniel Willink van Collen (1808-1871), heer van Gunterstein en Tienhoven na het overlijden van zijn vrouw; hij kreeg in 1845 bij KB naamswijziging van Willink tot Willink van Collen.
Via de laatste van de tak Willink van Collen, namelijk via een dochter van het echtpaar Willink-Van Collen, Albertina Margaretha Catharina Willink van Collen (1853-1935), kwam Gunterstein in het geslacht van haar echtgenoot jhr. Louis Corneille Quarles van Ufford (1842-1888) in welk geslacht het goed zich nog steeds bevindt.